# المؤتمر السابع للتحالف الدولي لحقوق المرأة

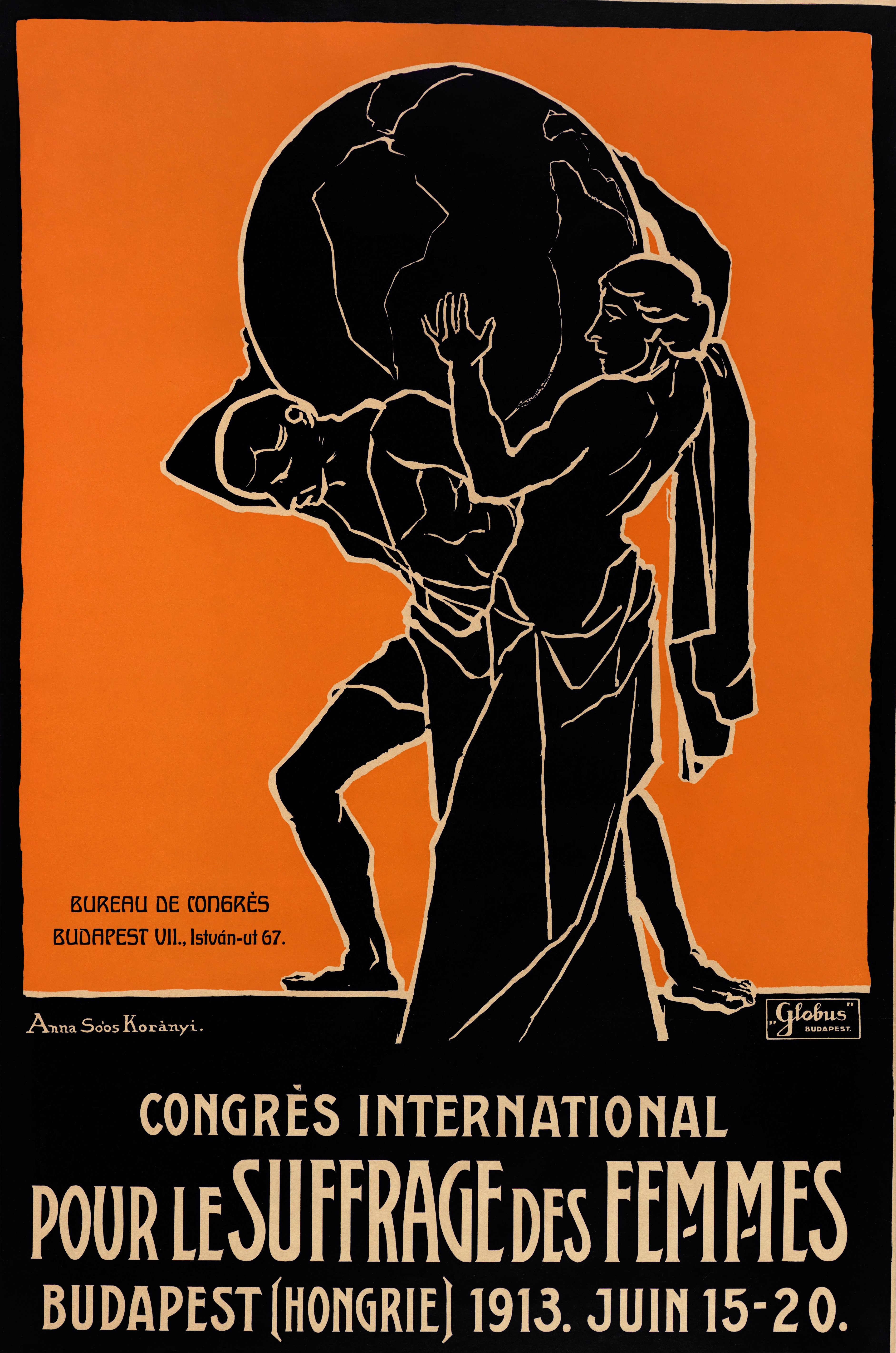

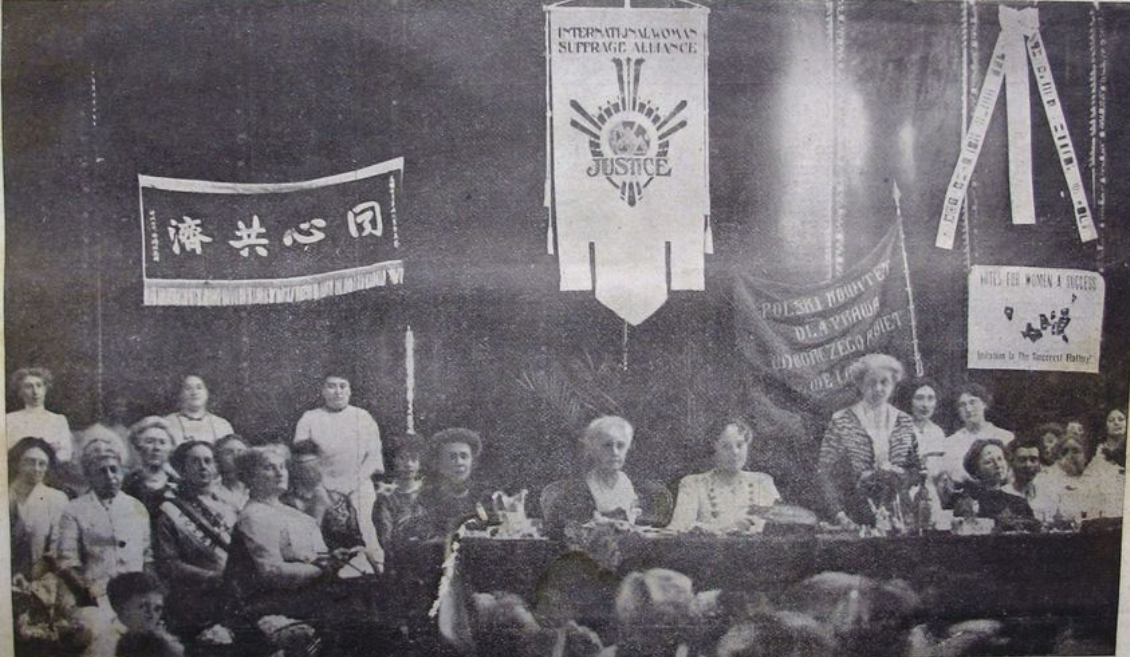

انعقد المؤتمر السابع للتحالف الدولي لحقوق المرأة في بودابست، المجر، 15-21 يونيو 1913. كما كان الحال مع كل ما سبق، تم اختيار مكان الاجتماع بالإشارة إلى الوضع فيما يتعلق بحق المرأة في التصويت بدا أن هذا الاحتمال مواتٍ وكان من المرغوب فيه التأثير على المشاعر العامة من خلال إظهار أن الحركة من أجلها كانت في جميع أنحاء العالم. عندما تم الإعلان في المؤتمر في ستوكهولم أن المؤتمر القادم سيعقد في عاصمة المجر، فقد بدا بعيدًا جدًا ولم يكن هذا البلد مرتبطًا بحكومة تمثيلية. ومع ذلك، فقد ثبت أنها واحدة من أكبر وأهم الاتفاقيات، وكانت جهودها واسعة النطاق، حيث توقف المندوبون في طريقهم إلى الاجتماعات الجماهيرية والمآدب العامة في برلين ودرسدن وبراغ وفيينا.

## التمثيل

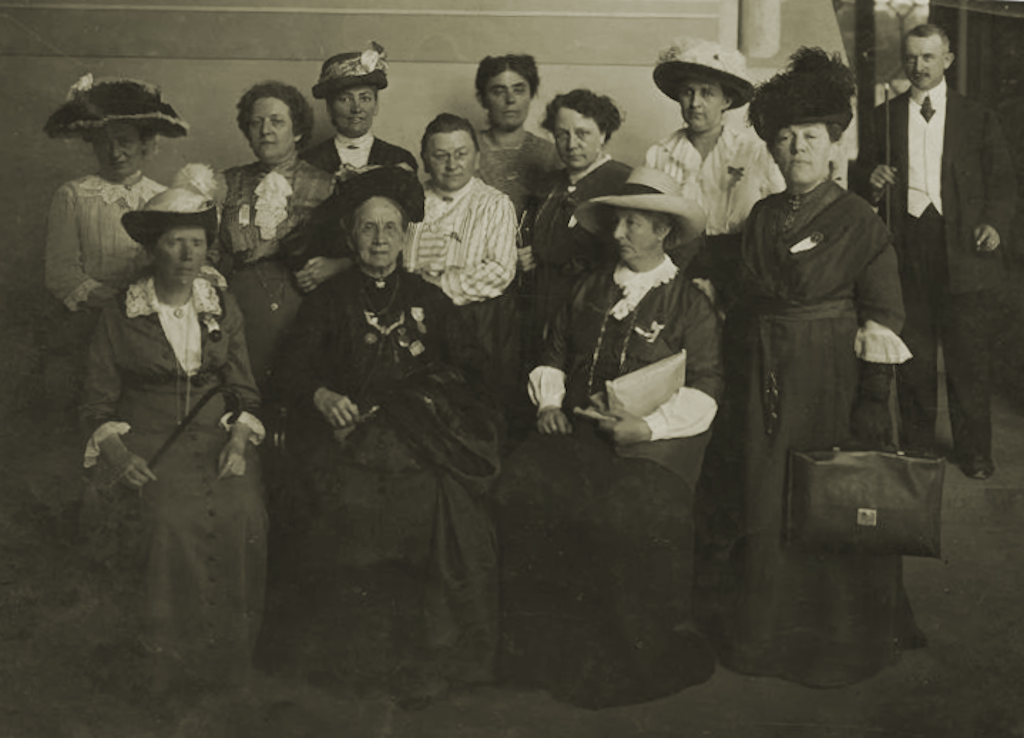
النسويات في المؤتمر السابع للتحالف الدولي لحق المرأة، في التصويت الذي عقد في بودابست عام 1913

ومثل اثنان وعشرون بلداً 240 مندوبًا مناوبًا. وكانت الحصة الكاملة البالغة 24 حاضرة من ألمانيا وهولندا والسويد وبريطانيا العظمى والولايات المتحدة والمجر. أرسلت فنلندا 15 ؛ الدنمارك والنرويج 11 لكل منهما؛ سويسرا 9 إيطاليا 8 روسيا 5 بلجيكا والنمسا، 4 لكل منهما؛ من جنوب افريقيا جاء 4، من أيسلندا، 2 ؛ من كندا، 3 ؛ من بوهيميا واحدة. كانت السيدة فريدريك سبنسر مندوبة رسمية لحكومة أستراليا، وكانت النرويج ممثلة برئيس الرابطة الوطنية لحق التصويت فريدريك ماري كافام، ورئيسة المجلس الوطني للمرأة، جينا كارانو. وكان حكام كاليفورنيا وأوريغون وواشنطن (ولاية) قد عينوا ممثلين. تم تلقي تحيات مكتوبة أو برقية من تسعة عشر دولة. قدم المندوبون الأخويون - 163 حضروا من اثني عشر دولة - تحياتهم وعدد كبير من المدافعين عن منظماتهم. تم تبني قرار بعدم قبول أي أوراق اعتماد حتى يتم اعتماد المجتمع المقدم لها من قبل الجمعية الوطنية لحق الاقتراع في بلدها ولا يجوز لأي مندوب شقيق أن يتكلم إلا بدعوة من رئيس التحالف وبموافقة المؤتمر. فحص هذا سيل الخطابة وسمح للاتفاقية بتنفيذ برنامجها. تم قبول جمعية حق المرأة الصينية في الاقتراع، والتي من أجلها كانت كات قد زرعت البذور في وقت زيارتها إلى تلك الدولة، وقد تم تقديم اللافتة المطرزة التي أرسلوها إلى التحالف من قبل الدكتورة أليتا أوشن، رئيسة الجمعية الهولندية، والتي رافقها. وقدم لافتة من وفد غاليسيا. أفادت رئيسة الرابطة البلجيكية أن النساء الكاثوليكيات والمحافظات والاشتراكيات والتقدمات اتحدن في اتحاد غير حزبي للعمل فقط من أجل حق المرأة في الاقتراع. تم تلقي جمعيات جنوب إفريقيا ورومانيا والبرتغال بعضوية كاملة وكذلك لجنة من غاليسيا، حيث لم يُسمح للنساء بتكوين جمعية. تحية جاء بها برقية من نساء فارس.

## تخطيط
رتبت روسيكا شومير هذه الاتفاقية، وهي الأولى من نوعها التي عقدت في الإمبراطورية النمساوية المجرية. قدمت كل من الحكومة والبلدية مساهمات مالية، استفاد منها المواطنون بأكثر من كافية لدفع نفقات المؤتمر بالكامل. تم بيع 2800 تذكرة موسمية. من خلال مساعدة اللجان القديرة، تم بذل كل جهد ممكن من أجل راحة المندوبين الذين تم الاعتناء بهم منذ لحظة وصولهم إلى المحطة. ساعد طلاب الجامعة الذين يتحدثون الإنجليزية وغيرهم من طلاب التعليم في التغلب على الصعوبات الشديدة للغة. تم توفير العديد من الرحلات الاستكشافية إلى البلاد من خلال شركة السكك الحديدية والملاحة. مكّن حفل استقبال أقامه مساء يوم السبت من قبل الرابطة الوطنية لحق الاقتراع في جناح جيرباود الضباط والمندوبين وأعضاء اللجان من بدء التعارف والصداقة.

## الاجتماع
وفقا لعادات البلاد، تم افتتاح المؤتمر بعد ظهر يوم الأحد. قامت الدكتورة آنا هوارد شو بإدارة الشعائر الدينية صباحًا في الكنيسة البروتستانتية في بودا، بمساعدة القس اليزا توبر، بإذن من وزيرها القس بينو هيبال. في الساعة الرابعة، تجمع جمهور كبير وودي في أكاديمية الموسيقى الكبرى للترحيب الرسمي، الذي بدأ بمقدمة أوركسترا المسرح الوطني، التي ألّفها الدكتور العدار ريني. تلاها قصيدة خاصة كتبها إميل أبراني باللغة الهنغارية من قبل ماريا جازاي وبالإنجليزية من قبل إيرزي بولاي، وكلاهما ممثلات من المسرح الوطني. تم الترحيب من قبل الكونتس تيليكي، رئيس لجنة الترتيبات، وفيلما غلوكليتش، رئيس الرابطة الوطنية لحق التصويت. تم الترحيب بالترحيب الرسمي للحكومة من قبل معالي الدكتور بيلا دي يانكوفيتش، وزير التعليم، وترحيب بالمدينة من قبل الدكتور ستيفن دي باركازي، بورغوماستر. جاء الرد على التحالف من قبل سكرتيرته، الدكتورة آنا ليندمان، باللغتين الألمانية والفرنسية. ألقى الدكتور ألكسندر جيسوين، عضو البرلمان، خطابًا قويًا لصالح حق المرأة في الاقتراع. وأعقب هذه الاحتفالات عنوان الرئيس لكاري شابمان كات. في مساء الأحد بعد افتتاح المؤتمر، قدمت دار الأوبرا الملكية، وهي مؤسسة حكومية، عرضًا خاصًا لحفل موتزارت دي إنتفورونغ أوس سيرا ديرايل، مع كيوبيدز تريكس، من الباليه الكامل. تم تنظيم المؤسسة الرسمية للأعمال صباح الاثنين في ريدوت، وهي قاعة مؤتمرات كبيرة وسامة. في الساعة 7:30 منحت البلدية منافسة في الهواء الطلق على معقل الصيادين. كان من الواضح قريبًا أن أعمال المؤتمر يجب أن تقتصر على ساعات الصباح، حيث يجب أن تُمنح فترات بعد الظهر والأمسيات لإلقاء الخطاب العام والوظائف الاجتماعية. كان هناك نقاش طويل في عدة جلسات حول إنشاء مقر دولي ومكتب صحفي، وتوسيع الورقة الشهرية، جوس سفراجي، وتغيير مكان نشرها. بعد أن عبر معظم المندوبين عن آرائهم، تم ترك الأمر برمته لمجلس الإدارة. قدم أمين الخزانة، إليزابيث ستانتون كيت، تقريرًا مفصلاً ومقبولًا وقال إنه بوجود مقر جديد وسكرتيرة مدفوعة الأجر وصحيفة موسعة والعديد من المنشورات، سيكون 2000 جنيه ضروريًا للعامين المقبلين. وقدمت تعهدات ل 2510 جنيه. بعد أن خدمت كات كرئيسة لمدة تسع سنوات كانت ترغب بشدة في التقاعد لصالح امرأة من بلد آخر ولكن في اجتماع لرؤساء جميع المساعدين، تم إجماعها وحثها بقوة على إعادة النظر في رغبتها. فعلت ذلك على مضض وانتخبت بالتزكية. قرر المندوبون أن يكون الأشخاص العشرة الذين يحصلون على أعلى عدد من الأصوات هم أعضاء مكتب التحالف، وينبغي للمجلس نفسه أن يقسم مكاتبهم الخاصة. أعيد انتخاب السيدة فوسيت والسيدة كويت والآنسة فوروهيلم والآنسة بيرجمان والسيدة ليندمان. وكان الموظفون الخمسة الجدد الذين تم اختيارهم هم السيدة ديويت شلمبرجير، فرنسا؛ الآنسة شويمر، المجر؛ الآنسة ماكميلان، بريطانيا العظمى؛ السيدة ستريت، ألمانيا؛ كاثرين ديكستر ماكورميك، الولايات المتحدة. ن الطلبات المستمرة التي يجب على مجلس الإدارة من خلالها ويجب عليه ألا يؤيد الحركة «المتشددة» في بريطانيا العظمى، والتي تحملت أبعادا خطيرة، تسببت في التوصية بقرار تم تبنيه دون معارضة. قدمت كات وحثت على قرار «لإرسال طلب من هذا المؤتمر إلى حكومات جميع البلدان الممثلة هنا لإجراء تحقيق دولي في سبب ومدى الرذيلة التجارية، ومطالبة منظمات حق الاقتراع في كل بلد بتقديم التماس خاص بها تقوم الحكومة بإجراء تحقيق وطني وإشراك النساء في اللجنة». اعتمد القرار بالإجماع. تم تعيين كات لتمثيل التحالف في المؤتمر الدولي لحركة الرقيق الأبيض في لندن. ألقيت كلمة فوسيت، التي ترأس الاجتماع الذي عقد لمناقشة ما قامت به الناخبات من أجل حل هذه المشكلة. تم تقديم تقارير عن التقدم المحرز في جميع الدول التابعة وتم طلب نشرها في محضر الاجتماع، حيث تم ملء أكثر من ستين صفحة. تم عقد اجتماع جماهيري مزدحم ألقته النساء مساء في أكاديمية الموسيقى، ترأسه كات. تحدثت السيدة ستريت، رئيسة الرابطة الوطنية لحق التصويت في ألمانيا، عن حق المرأة في الاقتراع وعلم تحسين النسل؛ السيدة. ألقت ماريا فيروني، وهي محامية معروفة في باريس، خطابها العاطفي بالفرنسية، وتحدثت الدكتورة غولي بيتريني من السويد بالفرنسية عن حق المرأة في الاقتراع والديمقراطية؛ ألهمت الآنسة شويمر الجمهور بالخطابة الهنغارية. ألقت الآنسة جين أدامز من الولايات المتحدة خطابًا قويًا حول سبب احتياج المرأة العصرية إلى الاقتراع، واختتمت الدكتورة شو الاجتماع بتفسير لمطالبة النساء بالتصويت. بعد ظهر أحد الأيام من الساعة 4 إلى 6 صباحًا، تم تكريسها لاجتماع الشباب، الذي ألقاه مندوبون من ثمانية بلدان. أعطيت ضحية لمناقشة مسألة حيوية دائما. ما هي العلاقة التي ينبغي أن تمارسها المنظمات الانتخابية بحق الأحزاب السياسية، بقيادة آنا ب. ويكسل، السويد، وملكة جمال كورتني، بريطانيا العظمى. استمع جمهور كبير في إحدى الليالي إلى فوائد حق المرأة في التصويت المتعلقة بهؤلاء الذين تم إرسالهم كمندوبين رسميين من الحكومات التي أعطت التصويت للنساء، والسيدة كافام، والآنسة كروج والسيدة سبينسر، وفي الخطب التكميلية لجيني، عضو في البرلمان من فنلندا؛ الآنسة مود رويدن، بريطانيا العظمى؛ شارلوت بيركنز غيلمان، الولايات المتحدة، وكان موضوعها «الأمهات الجدد لعالم جديد». تم إجراء استئناف لكل هذه العناوين باللغة المجرية بواسطة فيلما جلوكليش. خلال الاتفاقية، تم إجراء الكثير من الترجمة الفورية باللغة الإنجليزية والفرنسية والألمانية من قبل مود ناثان من الولايات المتحدة، الذي ألقى خطابًا باللغات الثلاث .

## مشاركة الرجال
أعطيت قائمة بالرجال المميزين الذين تحولوا إلى حق المرأة في التصويت. قام الرجال بدور بارز في هذا المؤتمر أكثر من أي حدث سابق، ويرجع ذلك أساسًا إلى رابطة الرجال المجرية النشطة للغاية من أجل حق المرأة في التصويت، والتي تضمنت عددًا معروفًا في الحياة السياسية والفكرية. أجرى التحالف الدولي للرجال جلسة بعد الظهر في قاعة بيستر ليلود مع هون. جورج دي لوكاكس، رئيس هنغاريا، على رأسه. ماذا يمكن أن يفعل الرجل لمساعدة الحركة من أجل حق المرأة في الاقتراع؟ نوقشت من قبل الدكتور سي. فدريسدالي، بريطانيا العظمى؛ الرائد س. مانسفيلد، هولندا ، والدكتور أندريه كير هاراداي ، المجر. في مساء يوم الخميس ، عقدت هذه الرابطة الدولية اجتماعًا جماهيريًا في أكاديمية الموسيقى ، حيث ألقيت خطابات مثيرة عن حق المرأة في الاقتراع من قبل هيرمان بحر ، النمسا ؛ الرائد مانسفلت كير هاردي ، بريطانيا العظمى ؛ السناتور ميشيلين ، فنلندا ؛ الدكتور فازوني ، م. ب ، المجر ؛ البروفسور ويكسل ، السويد ؛ البروفيسور غوستاف ساسزي شوارتز ، المجر. في اليوم الأخير بدا الأمر كما لو أن الرجال استحوذوا على المؤتمر ، لأنهم أمّنوا قاعة المؤتمرات للاجتماع بعد الظهر ، لكن النساء لم يرغبن في تثبيط هذا الاهتمام الاستثنائي. ناقش البروفسور إيمانويل بيك ، المجر ، حق المرأة في الاقتراع ومصلحة الرجل الاقتصادية والأخلاقية والسياسية فيه. الدكتور إميل فون هوفمانستال ، النمسا ؛ فريدريك ناثان والحاخام ستيفن إس. وايز ، الولايات المتحدة. ألقيت كلمات قوية من قبل مالكولم ميتشل ، بريطانيا العظمى ؛ ليو جاسمان ، ألمانيا ؛ القس بينو هيبال ، وألكسندر باتاي ، المجر. تمت استعادة القاعة إلى النساء في الساعة الخامسة لبرنامجهم النهائي في إطار الموضوع العام ، كيف يمكن إيقاظ النساء بالتقاليد القديمة والتقاليد والتحامل لإدراك أن هذه الأوقات الجديدة تتطلب واجبات ومسؤوليات جديدة؟ كيفية الوصول إلى المرأة الرئيسية ، جيزيلا أوربان ،النمسا؛ المجر؛ كيف تصل إلى كنيسة المرأة ، جين بريجود بلجيكا، سويسرا؛ كيف تصل إلى مجتمع المرأة ، الآنسة رويدن ، م. شلمبرجير. كيف تصل إلى امرأة التعليم العالي ، كريستال إيستمان بنديكت ، الولايات المتحدة الأمريكية ؛ كيفية الوصول إلى المرأة التي تحصل على أجر ، إيزابيلا أو فورد ، كليني دراير ، بريطانيا العظمى ؛ كيفية الوصول إلى المرأة العاملة الاجتماعية ، ملكة جمال أدامس .

## خطط للمؤتمر اللاحق
تنافست عدة دول على شرف مؤتمر الحلف في عام 1915 واتفاقية منتظمة في عام 1917. ماري رايت بلامر قدمت الرئيسة الفخرية للمجلس الدولي للمرأة ، دعوة رسمية من مديري معرض بنما المقرر عقده في سان فرانسيسكو في عام 1915، بدعم من جمعية كاليفورنيا لحق الاقتراع ؛ قدمت اللجنة التنفيذية للرابطة الوطنية لحق التصويت في ألمانيا طلبًا عاجلاً لعقد المؤتمر ومؤتمر فرنسا للمؤتمر. تم إحالة الإجابة إلى المجلس ، وقبلت لاحقًا الدعوات الموجهة إلى برلين وباريس. كان هذا أكبر اجتماع للتحالف. لم يبد أن الآفاق كانت مواتية للغاية لإنجاز أهدافها ؛ لم يكن الإخاء بين نساء الدول المختلفة يبدو قريبًا جدًا. عندما انفصلوا مع وداع حنون والأمل المشرق للقاء عامين من هنا ، لم يحلموا كثيرًا قبل سبع سنوات من اجتماعهم مجددًا ؛ أنه خلال هذا الوقت سوف تدمر العالم خلال الحرب العالمية الأولى، ويجب أن تبدأ المهمة مرة أخرى في تطوير روح الثقة والصداقة والتعاون بين نساء الأمم .